# カデンツァ フェルマータ アコルト：フォルテシモ
『Kadenz fermata//Akkord:fortissimo』（カデンツァ フェルマータ アコルト：フォルテシモ）は、La'cryma×5pb.Gamesの共同制作、5pb.より2014年12月11日に発売されたPlayStation Vita用ゲームソフト。
『fortissimo//Akkord:Bsusvier』の続編にあたる。

## 登場人物
フレイア＝シュヴェルトライテ
声 - 近藤唯

アマテラス＝姫 神琴
声 - 矢作紗友里

アリシア＝カテリーネ
声 - 郁原ゆう

トイ・ボックス
声 - 種﨑敦美

ユリウス＝シャリオヴァルト
声 - 佐藤拓也

イルムフリート＝ブルクハルト
声 - 楠大典

ファウスト＝ノルベルト
声 - 佐藤晴男

ユリア＝クロノシュネーヴァイシェン
声 - 園崎未恵

ルドラ＝アンダルファイト
声 - 鷄冠井美智子

芳乃零二
声 - 大須賀純

サクラ
声 - 南條愛乃

皇樹龍一
声 - 水島大宙

鈴白なぎさ
声 - 田口宏子

黒羽紗雪
声 - 北野愛

里村紅葉
声 - 米島希

雨宮綾音
声 - 加瀬愛奈

有塚陣
声 - 岡田栄美

梶浦海美
声 - 岡島妙

高嶺陽菜子
声 - たみやすともえ

真田卿介
声 - 狭川尚紀

霧崎剣悟
声 - 狭川尚紀

轟木鋼
声 - 一条和矢

相楽苺
声 - 志水結美

姫白九理
声 - 松平美波穂

美鏡ひより
声 - 加瀬愛奈

水坂美樹
声 - 松嵜麗

芳乃創世
声 - 鳥海浩輔

芳乃桜
声 - 南條愛乃

カメリア
声 - 加隈亜衣

## スタッフ
- プロデューサー：tororo、柴田太郎
- 脚本：神夜優
- 原画・キャラクターデザイン： 大場陽炎、結月かりん、こなた
- オープニング主題歌
  - 「fermata〜Akkord:fortissimo〜」fripSide
  - 「終焉り紡ぎし者」電気式華憐音楽集団
  - 「永劫真理のフェルマータ」Zwei